# Jan Mattsson
Jan Mattsson (n. Kallinge - 17 de abril de 1951) es un exfutbolista y entrenador de fútbol sueco que jugaba en la demarcación de delantero.

## Biografía
Debutó como futbolista en 1969 con el Östers IF. Llegó a disputar con el club la final de la Copa de Suecia en 1974, perdiendo contra el Malmö FF por 2-0. Además, en los cinco años que jugó en el equipo fue el máximo goleador de la Allsvenskan en tres ocasiones. En 1975 viajó a Alemania para fichar por el Fortuna Düsseldorf y por el KFC Uerdingen 05, hasta 1981 que volvió al Östers IF. Finalmente se retiró en 1984. Seis años después de su retiro, el GIF Sundsvall se hizo con sus servicios como entrenador. Posteriormente entrenó al Mjällby AIF y al Östers IF hasta 2001. En 2012 volvió al equipo para desempeñar el cargo de segundo entrenador.

## Selección nacional
Jugó un total de trece partidos con la selección de fútbol de Suecia. Debutó el 5 de agosto de 1973 contra la Unión Soviética en un partido amistoso que finalizó por 0-0. Su último partido con el combinado fue el 16 de junio de 1976 contra Noruega en un partido de clasificación para la Copa Mundial de Fútbol de 1978.

## Clubes

### Como futbolista
| Club               | País                | Año         | Partidos | Goles |
| ------------------ | ------------------- | ----------- | -------- | ----- |
| Östers IF          | Suecia              | 1969 - 1975 | 140      | 97    |
| Fortuna Düsseldorf | Alemania Occidental | 1975 - 1976 | 27       | 12    |
| KFC Uerdingen 05   | Alemania Occidental | 1976 - 1981 | 126      | 75    |
| Östers IF          | Suecia              | 1981 - 1984 | 83       | 31    |

### Como entrenador
| Club                           | País   | Año         |
| ------------------------------ | ------ | ----------- |
| GIF Sundsvall                  | Suecia | 1990 - 1992 |
| Mjällby AIF                    | Suecia | 1993        |
| Östers IF                      | Suecia | 1998 - 2001 |
| Östers IF (segundo entrenador) | Suecia | 2012 -      |

## Palmarés

### Distinciones individuales
| Título                            | Club      | País   | Año  |
| --------------------------------- | --------- | ------ | ---- |
| Máximo goleador de la Allsvenskan | Östers IF | Suecia | 1973 |
| Máximo goleador de la Allsvenskan | Östers IF | Suecia | 1974 |
| Máximo goleador de la Allsvenskan | Östers IF | Suecia | 1975 |